# Hoplia freudei
Hoplia freudei är en skalbaggsart som beskrevs av Tesar 1969. Hoplia freudei ingår i släktet Hoplia och familjen Melolonthidae. Utöver nominatformen finns också underarten H. f. bhutanica.